# The Appointment (film, 1981)
Pour les articles homonymes, voir The Appointment.
Pour plus de détails, voir Fiche technique et Distribution.
The Appointment est un film britannique réalisé par Lindsey C. Vickers, sorti en 1981.

## Synopsis
Une jeune fille, Sandy Fremont, disparait mystérieusement dans un sous-bois en revenant de son cours de musique. Trois ans plus tard, le père de Joanne, elle aussi jeune musicienne, lui annonce qu'il ne pourra se rendre à son concert prévu le lendemain car il doit honorer un rendez-vous professionnel.

## Fiche technique
- Titre français : The Appointment
- Réalisation : Lindsey C. Vickers
- Scénario : Lindsey C. Vickers
- Photographie : Brian West
- Musique : Trevor Jones
- Pays d'origine : Royaume-Uni
- Genre : horreur, folk horror[1]
- Date de sortie :
  - Royaume-Uni : 1981 (vidéo)
  - France : 25 octobre 2023 (sortie nationale) [2]

## Distribution
- Edward Woodward : Ian Fowler
- Jane Merrow : Dianna Fowler
- Samantha Weysom : Joanne Fowler
- John Judd : Mark, le garagiste
- Auriol Goldingham : Sandy Fremont, l'écolière disparue

## Autour du film
- Initialement uniquement destiné à la télévision britannique, le film sort finalement restauré en salle en France plus de quarante ans après sa réalisation [3].
- Il est suggéré que Joanne pourrait avoir un complexe d'Électre avec son père [3].